# Eupithecia jeanneli
Eupithecia jeanneli är en fjärilsart som beskrevs av Claude Herbulot 1953. Eupithecia jeanneli ingår i släktet Eupithecia och familjen mätare. Inga underarter finns listade i Catalogue of Life.